# Myles Turner
Myles Christian Turner (Bedford, Texas, 24 de marzo de 1996) es un baloncestista estadounidense que pertenece a la plantilla de los Milwaukee Bucks de la NBA. Con 2,11 metros de estatura, juega en la posición de pívot.

## Trayectoria deportiva

### Instituto

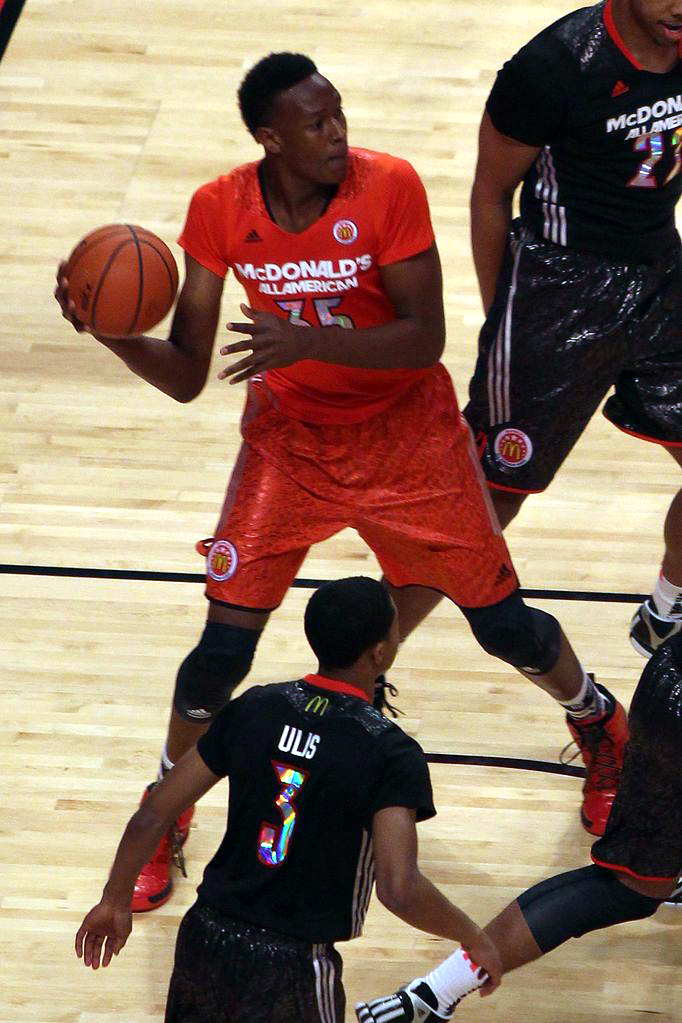
Turner en el McDonald's All-American Game de 2014.

Primero asistió al Central Junior High School. Luego al instituto Trinity High School en Euless (Texas).
Durante su etapa en el instituto Trinity, jugó al baloncesto en la AAU con el equipo Texas Select durante las primaveras y los veranos para seguir desarrollándose y ganar reconocimiento como jugador.
Entre su segundo y tercer año, se rompió el tobillo durante el primer partido de primavera de la AAU, lo que perjudicó sus posibilidades de reclutamiento, pero pronto se recuperó y ganó unos 13 kilos mediante un régimen de entrenamiento con pesas dos veces al día para mejorar su juego.
En su año junior, después de recuperarse totalmente, promedió 15,7 puntos, 12,8 rebotes y 8,6 tapones por partido, llevando a Trinity a un récord de 17-13 y alcanzando los playoffs estatales por primera vez en 10 años, y la novena vez en la historia de la escuela. También acumuló seis triples-dobles.
En su último año de instituto, empezó a llamar la atención en todo el país y se convirtió en un recluta muy solicitado por su capacidad atlética, su manejo del balón, la capacidad de tiro y su capacidad natural de bloqueo para alguien de su altura. Lo consolidó terminando su carrera en el instituto con 18,1 puntos, 12,2 rebotes, 3,5 asistencias y 6,8 tapones por partido, llevando a los Trojans a un récord de 24-7.
Después de terminar su último año, en el que fue elegido First-team Parade All-American, fue uno de los reclutas más solicitados que quedaban sin comprometerse con una universidad. Fue calificado como un prospecto de cinco estrellas por muchos sitios web y varios analistas de baloncesto universitario, y considerarle el mejor pívot del país, por detrás de Jahlil Okafor. Recibió ofertas de Texas, Kansas, Duke, Arizona, Kentucky, Ohio State y Oklahoma State, pero el 30 de abril de 2014, anunció oficialmente su compromiso con Universidad de Texas.
Participó en el McDonald's All-American Game de 2014, donde consiguió siete puntos y siete rebotes.

### Universidad
Turner jugó una temporada de baloncesto universitario con los Longhorns de la Universidad de Texas en Austin, en la que promedió 10,1 puntos y 6,5 rebotes por partido.

#### Estadísticas
| Año     | Equipo | PJ | PT | MPP  | %TC  | %3P  | %TL  | RPP | APP | ROB | TPP | PPP  |
| ------- | ------ | -- | -- | ---- | ---- | ---- | ---- | --- | --- | --- | --- | ---- |
| 2014–15 | Texas  | 34 | 7  | 22.2 | .455 | .274 | .839 | 6.5 | .6  | .3  | 2.6 | 10.1 |

### Profesional
El 25 de junio de 2015, fue seleccionado en la undécima posición del Draft de la NBA de 2015 por los Indiana Pacers. Debuta en el NBA el 29 de octubre de 2015 ante Memphis Grizzlies anotando 8 puntos. Al término de esa temporada fue incluido en el segundo mejor quinteto de rookies.
Desde su segunda temporada se hizo con el puesto de titular en Indiana, ese año disputó 81 encuentros y promedió 14,5 puntos y 7,3 rebotes por partido. 
El 15 de octubre de 2018, firma una extensión de contrato por 4 años y $72 millones con los Pacers. Finalizó su cuarta temporada como máximo taponador de la liga.
Finalizó su sexta temporada máximo taponador de la liga, por segunda vez en su carrera.
En su séptimo año con los Pacers alcanza el máximo anotador de su carrera con 40 puntos, ante Washington Wizards el 22 de octubre de 2021, donde además atrapó 10 rebotes.
Durante su octava temporada en Indiana, el 28 de enero de 2023 acuerda una extensión de contrato por 2 años y $60 millones. El 23 de febrero consigue 40 puntos ante Boston Celtics.
Tras diez temporadas en Indiana, el 1 de julio de 2025, firma como agente libre con Milwaukee Bucks por cuatro temporadas y $109 millones.

### Selección nacional
Representó a Estados Unidos en el FIBA Américas Sub-18 de Colorado 2014, donde ganó la medalla de oro.

## Estadísticas de su carrera en la NBA
|  | Líder de la liga |

### Temporada regular
| Año     | Equipo  | PJ  | PT  | MPP  | %TC  | %3P  | %TL  | RPP | APP | ROB | TPP | PPP  |
| ------- | ------- | --- | --- | ---- | ---- | ---- | ---- | --- | --- | --- | --- | ---- |
| 2015-16 | Indiana | 60  | 30  | 22.8 | .498 | .214 | .727 | 5.5 | .7  | .4  | 1.4 | 10.3 |
| 2016-17 | Indiana | 81  | 81  | 31.4 | .511 | .345 | .809 | 7.3 | 1.3 | .9  | 2.1 | 14.5 |
| 2017-18 | Indiana | 65  | 62  | 28.2 | .479 | .357 | .777 | 6.4 | 1.3 | .6  | 1.8 | 12.7 |
| 2018-19 | Indiana | 74  | 74  | 28.6 | .487 | .388 | .736 | 7.2 | 1.6 | .8  | 2.7 | 13.3 |
| 2019-20 | Indiana | 55  | 55  | 29.6 | .451 | .336 | .750 | 6.5 | 1.1 | .8  | 2.2 | 11.8 |
| 2020-21 | Indiana | 47  | 47  | 31.0 | .477 | .335 | .782 | 6.5 | 1.0 | .9  | 3.4 | 12.6 |
| 2021-22 | Indiana | 42  | 42  | 29.4 | .509 | .333 | .752 | 7.1 | 1.0 | .7  | 2.8 | 12.9 |
| 2022-23 | Indiana | 62  | 62  | 29.4 | .548 | .373 | .783 | 7.5 | 1.4 | .6  | 2.3 | 18.0 |
| 2023-24 | Indiana | 77  | 77  | 27.0 | .524 | .358 | .773 | 6.9 | 1.3 | .5  | 1.9 | 17.1 |
| 2024-25 | Indiana | 72  | 72  | 30.2 | .481 | .396 | .773 | 6.5 | 1.5 | .8  | 2.0 | 15.6 |
| Total   | Total   | 642 | 609 | 28.7 | .499 | .362 | .771 | 6.8 | 1.3 | .7  | 2.2 | 14.1 |

### Playoffs
| Año   | Equipo  | PJ | PT | MPP  | %TC  | %3P  | %TL  | RPP  | APP | ROB | TPP | PPP  |
| ----- | ------- | -- | -- | ---- | ---- | ---- | ---- | ---- | --- | --- | --- | ---- |
| 2016  | Indiana | 7  | 4  | 28.1 | .465 | .000 | .667 | 6.4  | .4  | .3  | 3.3 | 10.3 |
| 2017  | Indiana | 4  | 4  | 3.3  | .432 | .000 | .625 | 6.8  | .8  | 1.8 | 1.3 | 10.8 |
| 2018  | Indiana | 7  | 7  | 28.0 | .611 | .462 | .789 | 5.1  | .6  | .3  | .6  | 12.4 |
| 2019  | Indiana | 4  | 4  | 31.5 | .400 | .214 | .615 | 6.3  | 1.5 | .0  | 1.8 | 9.8  |
| 2020  | Indiana | 4  | 4  | 36.5 | .568 | .429 | .438 | 10.8 | .8  | .5  | 4.0 | 15.8 |
| 2024  | Indiana | 17 | 17 | 32.4 | .517 | .453 | .760 | 6.6  | 2.1 | .5  | 1.5 | 17.0 |
| 2025  | Indiana | 23 | 23 | 29.3 | .484 | .344 | .771 | 4.8  | 1.4 | .5  | 2.0 | 13.8 |
| Total | Total   | 66 | 63 | 30.7 | .500 | .378 | .725 | 6.0  | 1.3 | .5  | 1.9 | 13.8 |

## Galardones y logros
Selección júnior
- FIBA Américas Sub-18 (2014)

Instituto
- McDonald's All-American (2014)
- First-team Parade All-American (2014)

Universidad
- Freshman del Año de la Big 12 (2015)
- 3.er Mejor Quinteto de la Big 12 (2015)

NBA
- Elegido en el segundo mejor quinteto de rookies de la NBA (2016)
- Líder de la temporada NBA 2018-19 en tapones: 2.7
- Líder de la temporada NBA 2020-21 en tapones: 3.4